# Pleurodema kriegi
Pleurodema kriegi é uma espécie de anfíbio  da família Leptodactylidae.
É endémica da Argentina.
Os seus habitats naturais são: campos de gramíneas de clima temperado, marismas intermitentes de água doce e áreas rochosas.
Está ameaçada por perda de habitat.